# Hvidovre IF
Hvidovre Idrætsforening – duński klub piłkarski z siedzibą w Kopenhadze.

## Historia
Klub założony został 15 października 1925. W 1964 zadebiutował w 2. division, a rok później w najwyższej klasie rozgrywkowej – 1. division. W 1966 zespół zdobył pierwsze mistrzostwo Danii. W tym samym roku zadebiutował w europejskich rozgrywkach klubowych – w drugiej rundzie Pucharu Miast Targowych przegrał 3:7 w dwumeczu z Eintrachtem Frankfurt. W 1967 występował w Pucharze Europy Mistrzów Klubowych. W pierwszej rundzie wyeliminował FC Basel, a w drugiej odpadł z rozgrywek z Realem Madryt. W 1970 Hvidovre zajęło trzecie miejsce w 1. division, a rok później drugie. W 1972 zespół występował w Pucharze UEFA. W pierwszej rundzie awansował do kolejnej fazy rozgrywek walkowerem z powodu wycofania się HIFK, a w drugiej przegrał z Borussią Mönchengladbach. W 1973 klub po raz drugi zdobył mistrzostwo Danii, jednak w następnym roku spadł z 1. division, do której wrócił w 1978. W 1980 zwyciężył w Pucharze Danii, pokonując w finale 5:3 Lyngby BK. W tym samym roku występował w Pucharze Zdobywców Pucharów, w którym odpadł w drugiej rundzie po dwumeczu z Feyenoordem. W 1981 zdobył trzecie mistrzostwo Danii. Rok później zespół po raz ostatni brał udział w rozgrywkach europejskich – w pierwszej rundzie Pucharu Europy został wyeliminowany przez Juventus.
W 1985 Hvidovre spadło do 2. division, jednak po roku przerwy powróciło na najwyższy szczebel rozgrywkowy. W kolejnym roku zespół ponownie nie utrzymał się w 1. division. Do pierwszej ligi duńskiej, a dokładnie do powstałej po reformie rozgrywek Superligaen, powrócił w 1996. W sezonie 1996/1997 zajął ostatnie, 12. miejsce w ligowej tabeli, więc spadł do 1. division. Pod koniec 1999 w klub zainwestował Peter Schmeichel. W kolejnych sezonach, mimo finansowego wsparcia duńskiego bramkarza, zespół zajmował miejsca w środkowej części tabeli 1. division, dlatego w 2002 Schmeichel wycofał się z udziałów. Ta decyzja spowodowała finansowe problemy Hvidovre, czego efektem był spadek w 2004 do Danmarksserien (czwarty szczebel rozgrywkowy). Zespół jednak szybko odbudował się i w 2007 powrócił do 1. division. W 2011 spadł do 2. division, dwa lata później ponownie awansował do drugiej ligi duńskiej, a w 2014 po raz kolejny nie utrzymał się w 1. division. Do tych rozgrywek powrócił w 2018, a w sezonie 2022/23 wywalczył awans do Superligaen po 26 latach przerwy. W następnym sezonie Hvidovre spadło z najwyższej ligi duńskiej.

## Sukcesy

### Krajowe
| \| \| Zdobyte trofea w rozgrywkach Danii (stan na: 01-07-2023) \| |                                                          |      |                  |
| Rozgrywki                                                         | Osiągnięcie                                              | Razy | Sezon(y)         |
| Mistrzostwo                                                       | I miejsce                                                | 3    | 1966, 1973, 1981 |
| Mistrzostwo                                                       | II miejsce                                               | 1    | 1971             |
| Mistrzostwo                                                       | III miejsce                                              | 1    | 1970             |
| Puchar                                                            | zdobywca                                                 | 1    | 1980             |
| Puchar                                                            | finalista                                                | 0    |                  |
| II liga                                                           | I miejsce                                                | 3    | 1964, 1986, 1996 |
| II liga                                                           | II miejsce                                               | 1    | 2023             |
| II liga                                                           | III miejsce                                              | 1    | 1978, 2022       |
| Dania                                                             | Zdobyte trofea w rozgrywkach Danii (stan na: 01-07-2023) |      |                  |

## Europejskie puchary
Legenda do wszystkich tabel:
- Q – runda eliminacyjna, 1/16, 1/8, 1/4, 1/2 – odpowiednia faza rozgrywek, Grupa – runda grupowa, 1r gr – pierwsza runda grupowa, 2r gr – druga runda grupowa, F – finał, R – runda, PO – play-off
- k. – rzuty karne, los. – losowanie, Dogr. – dogrywka, w. – zasada bramek strzelonych na wyjeździe

| Sezon   | Rozgrywki                 | Runda | Przeciwnik               | Dom      | Wyjazd   | Ogólnie  |
| ------- | ------------------------- | ----- | ------------------------ | -------- | -------- | -------- |
| 1966/67 | Puchar Miast Targowych    | 2R    | Eintracht Frankfurt      | 2–2      | 1–5      | 3–7      |
| 1967/68 | Puchar Europy             | 1R    | FC Basel                 | 3–3      | 2–1      | 5–4      |
| 1967/68 | Puchar Europy             | 1/8   | Real Madryt              | 2–2      | 1–4      | 3–6      |
| 1969/70 | Puchar Miast Targowych    | 1R    | FC Porto                 | 1–2      | 0–2      | 1–4      |
| 1972/73 | Puchar UEFA               | 1R    | HIFK Fotboll             | walkower | walkower | walkower |
| 1972/73 | Puchar UEFA               | 2R    | Borussia Mönchengladbach | 1–3      | 0–3      | 1–6      |
| 1974/75 | Puchar Europy             | 1R    | Ruch Chorzów             | 0–0      | 1–2      | 1–2      |
| 1980/81 | Puchar Zdobywców Pucharów | 1R    | Knattspyrnufélagið Fram  | 1–0      | 2–0      | 3–0      |
| 1980/81 | Puchar Zdobywców Pucharów | 2R    | Feyenoord                | 1–2      | 0–1      | 1–3      |
| 1982/83 | Puchar Europy             | 1R    | Juventus F.C.            | 1–4      | 3–3      | 4–7      |

## Skład na sezon 2024/2025
Stan na 12 lutego 2025
| Nr | Poz. | Piłkarz                                  |
| -- | ---- | ---------------------------------------- |
| 1  | BR   | Theo Sander (wypożyczony z FC Kopenhaga) |
| 2  | OB   | Daniel Stenderup (kapitan)               |
| 4  | PO   | Zamir Aliji                              |
| 6  | PO   | Jonas Gemmer                             |
| 7  | NA   | Jagvir Singh                             |
| 8  | PO   | Fredrik Krogstad                         |
| 9  | NA   | Frederik Høgh                            |
| 10 | PO   | Martin Spelmann                          |
| 11 | PO   | Mads Kaalund                             |
| 13 | BR   | Alfred Maslen                            |
| 14 | PO   | Christian Jakobsen                       |
| 15 | OB   | Ahmed Iljazovski                         |
| 16 | NA   | Jeffrey Adjei-Broni                      |
| 17 | PO   | Marius Papuga                            |

| Nr | Poz. | Piłkarz            |
| -- | ---- | ------------------ |
| 18 | PO   | Morten Knudsen     |
| 19 | NA   | Alexander Johansen |
| 21 | OB   | Benjamin Meibom    |
| 22 | NA   | Andreas Smed       |
| 23 | OB   | Nicolai Clausen    |
| 24 | NA   | Simon Makienok     |
| 25 | OB   | Malte Killerich    |
| 26 | NA   | Emil Borella       |
| 27 | NA   | Mathias Andreasen  |
| 28 | OB   | Nicolaj Jungvig    |
| 29 | BR   | Anders Ravn        |
| 30 | OB   | Magnus Fredslund   |
| 42 | OB   | Mehmet Coşkun      |

### Zawodnicy wypożyczeni do innych klubów
Stan na 12 lutego 2025
| Nr | Poz. | Piłkarz                                           |
| -- | ---- | ------------------------------------------------- |
| 12 | OB   | Magnus Lysholm (w FC Roskilde do 30 czerwca 2025) |